# 남서대로
남서대로(Namseo-daero)는 경상남도 남해군 이동면 신전삼거리 에서 남해군 고현면 탑동교차로를 잇는 경상남도의 도로이다.

## 주요 경유지
경상남도
- 남해군 (이동면 . 남면 . 서면 . 고현면)

## 노선
| 이름          | 접속 노선                | 소재지 | 소재지 | 비고 |
| ------------- | ------------------------ | ------ | ------ | ---- |
| 신전삼거리    | 국도 제19호선 (남해대로) | 남해군 | 이동면 |      |
| 석교삼거리    | 남면로                   | 남해군 | 남면   |      |
| 양지삼거리    | 남면로                   | 남해군 | 남면   |      |
| 서상2교       |                          | 남해군 | 서면   |      |
| 서상삼거리    | 스포츠로                 | 남해군 | 서면   |      |
| 서상교        |                          | 남해군 | 서면   |      |
| 느지목고개    |                          | 남해군 | 서면   |      |
| 송정재        |                          | 남해군 | 서면   |      |
| 정포삼거리    | 정포로                   | 남해군 | 서면   |      |
| 포상교        |                          | 남해군 | 고현면 |      |
| 탑동 교차로   | 국도 제19호선 (남해대로) | 남해군 | 고현면 |      |
| 탑동로와 직결 |                          |        |        |      |

## 주요 건물 및 시설
- 남면파출소 (남서대로 774/당항리 1485-3)
- 남면사무소 (남서대로 778/당항리 1487)
- 농협 동남해농협하나로마트 남면점 (남서대로 800/죽전리 374-1)
- 농협 동남해농업협동조합 남면지소 (남서대로 810/죽전리 369-1)
- 서면치안센터 (남서데로 1630.서상리 683)
- 성명초등학교 (남서대로 1680/서상리 655-1)
- 남해서면우채국 (남서대로 1661 서상리 1185-5)
- GS25 남해스포츠파크점 (남서대로 1676/서상리 1286-4)
- 맘스터치 남해스포츠파크점 (남서대로 1680/서상리 1289-9)